# Billy Truax
William Frederick „Billy“ Truax (* 15. Juli 1943 in Gulfport, Mississippi) ist ein ehemaliger US-amerikanischer American-Football-Spieler. Er spielte als Tight End in der National Football League (NFL) bei den Dallas Cowboys und den Los Angeles Rams.

## Jugend
Billy Truax stammte aus bescheidenen Verhältnissen auf. Er wuchs zunächst in seiner Geburtsstadt zusammen mit fünf Geschwistern in einem Haus mit zwei Zimmern auf. Die Möglichkeit in New Orleans die Holy Cross School zu besuchen, sah sein Vater als Möglichkeit ihm ein besseres Leben zu ermöglichen. Bereits auf der High School machte er als Footballspieler auf sich aufmerksam, was ihm auch ein Stipendium an der Louisiana State University (LSU) einbrachte.

## Spielerlaufbahn

### Collegekarriere
Im Jahr 1961 wechselte Billy Truax an die LSU und spielte dort für die LSU Tigers als Tight End College Football. Im Jahr 1962 gewann er mit den Tigers den Orange Bowl mit 25:7 gegen die Mannschaft der University of Colorado. Im folgenden Jahr erfolgte ein 13:0-Sieg im Cotton Bowl Classic gegen die University of Texas. Aufgrund seiner sportlichen Leistungen wurde er im Jahr 1963 zum All American gewählt.

### Profikarriere
Billy Truax wurde im Jahr 1964 im NFL Draft in der zweiten Runde an 26. Stelle durch die Cleveland Browns ausgewählt. Zeitgleich zeigten auch die Houston Oilers aus der AFL an Truax Interesse und zogen ihn in der AFL Draft in der zweiten Runde an 14. Stelle. Truax Profikarriere begann schleppend. Er wurde von den Browns unter Vertrag genommen, wurde allerdings nach einer Verletzung an die Los Angeles Rams abgegeben. Erst in seinem zweiten Spieljahr wurde er von den Rams in der Offense der Mannschaft eingesetzt und stand fortan für Quarterback Roman Gabriel als Passempfänger zur Verfügung. Erst mit der Übernahme des Traineramtes durch George Allen im Jahr 1966 sollten sich die Rams in den folgenden Jahren zu einem Spitzenteam entwickeln. In den Jahren 1967 und 1969 konnte Truax mit den Rams jeweils in die Play-offs einziehen. Der Titelgewinn gelang in beiden Jahren nicht. 1967 scheiterten die Rams mit 28:7 an den Green Bay Packers, wobei Truax zwei Pässe zu einem Raumgewinn von 45 Yards fangen konnte. Im Jahr 1969 konnte er im Play-off-Spiel gegen die Minnesota Vikings trotz einer hervorragenden Leistung, er fing fünf Pässe zu einem Raumgewinn von 47 Yards und erzielte einen Touchdown, die 23:20-Niederlage seiner Rams nicht verhindern.

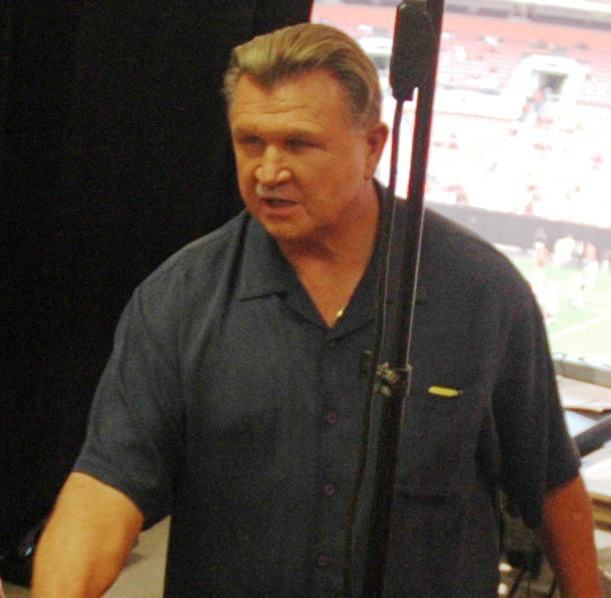
Mike Ditka

Billy Truax wurde nach der Saison 1970 im Tausch gegen Lance Rentzel von der Mannschaft aus Los Angeles an die Dallas Cowboys abgegeben. Durch seinen neuen Head Coach Tom Landry wurde er zusammen mit dem späteren Mitglied in der Pro Football Hall of Fame Mike Ditka als Tight End in der Offense eingesetzt. Die Cowboys waren der amtierende Meister der National Football Conference (NFC) und hatten mit Roger Staubach und Craig Morton zwei ausgezeichnete Quarterbacks in ihren Reihen, denen unter anderen Ditka und Truax als Passempfänger zur Verfügung standen. Zudem hatte Truax die Aufgabe den eigenen Runningbacks Duane Thomas und Calvin Hill den Weg in die gegnerische Endzone frei zu blocken. 
Bereits in seinem ersten Jahr bei seiner neuen Mannschaft sollte Truax erfolgreich sein.
Im Jahr 1971 gewann er mit den Cowboys in der Regular Season elf von 14 Spielen und zog damit erneut in die Play-offs ein. Nach einem 14:3-Sieg über die San Francisco 49ers im NFC Endspiel, in welchem er zwei Pässe von Roger Staubach zu einem Raumgewinn von 43 Yards verwerten konnte, gelang seinem Team im Super Bowl VI gegen die von Don Shula trainierten Miami Dolphins ein 24:3-Sieg.
Billy Truax spielte bis zum Jahr 1973 bei den Cowboys. Er beendete danach seine Laufbahn.

## Nach der Laufbahn
William Truax wurde nach seiner Laufbahn ein erfolgreicher Unternehmer. Er besitzt mehrere Firmen und betreibt unter anderem in seiner Geburtsstadt ein Einkaufszentrum. Im Jahr 2015 wurde er in die Ruhmeshalle seiner High School aufgenommen.

## Quelle
- Jens Plassmann: NFL – American Football. Das Spiel, die Stars, die Stories (= Rororo 9445 rororo Sport), Rowohlt, Reinbek bei Hamburg 1995, ISBN 3-499-19445-7
- Peter Golenbock: Landry's Boys: An Oral History of a Team and an Era, Triumph Books, 2005, ISBN 1-617-49954-4
- Brian Jensen, Troy Aikman: Where Have All Our Cowboys Gone, 2005, ISBN 1-461-63611-6